# Hohentauern
Hohentauern – gmina w Austrii, w kraju związkowym Styria, w powiecie Murtal. Według Austriackiego Urzędu Statystycznego liczyła 433 mieszkańców (1 stycznia 2015).